# Clube Desportivo de Portugal
O Clube Desportivo de Portugal é um clube português localizado na freguesia de Bonfim, concelho do Porto, distrito do Porto. O clube foi fundado em 25 de Agosto de 1925. Os seus jogos em casa eram disputados no antigo demolido campo de jogos Rui Navega para dar lugar ao novo Terminal Intermodal de Campanhã. ira ser construído um novo complexo desportivo num terreno situado na rua de Justino Teixeira em Campanhã, mas até lá irá disputar os seus jogos no Campo de Futebol do Parque da Cidade.
O Clube Desportivo de Portugal tem cerca de 150 atletas distribuídos pelas equipas de futebol nos mais diversos escalões desde infantis, iniciados, juvenis, juniores e seniores, sendo que a sua equipa de futebol sénior participa, na época de 2021-2022, na Divisão de Honra da Associação de Futebol do Porto.
É um dos mais populares clubes da zona oriental da cidade do Porto e conta actualmente com cerca de 450 sócios.